# Amerdingen
Amerdingen là một đô thị ở huyện Donau-Ries trong bang Bayern nước Đức. Đô thị Amerdingen có diện tích 19,1 km². 
Có một lâu đài cổ Schloss Amerdingen. Lâu đài này được xây vào thế kỷ 18. Ngày nay, đây là nơi sinh sống của bá tước Alfred Schenk Graf von Stauffenberg (*1923).